# Zászlónk
A Zászlónk országos terjesztésű katolikus diáklap. Elsődleges célközönsége a 13-18 éves korosztály. Tartalmát szórakoztató, ismeretterjesztő és vallásos írások teszik ki.

## Történelem
A Zászlónk alapítója a Regnum Marianum Közösség volt; első száma 1902 januárjában jelent meg. Programadó vezércikkét Prohászka Ottokár írta. Sikerét Izsóf Alajos főszerkesztő alapozta meg, aki természetes, közvetlen, de nem bizalmaskodó hangnemet adott a lapnak. Természettudományi, technikai, földrajzi, néprajzi témájú cikkei színvonalasak voltak. Irodalmi programja kissé egyoldalúnak volt tekinthető. A hazai katolikus szerzők közöl legtöbbet Kincs István, a külföldiek közül Sienkiewicz írásai jelentek meg legtöbbször, de saját ifjúsági irodalmát is megteremtette, például Orbán Dezső és Donászy Ferenc révén, akiknek a műveit folytatásokban közölte.
Az újság hamar népszerű lett, példányszámának emelkedését az alábbi táblázat mutatja:
| Évfolyam | Példányszám |
| -------- | ----------- |
| I.       | 7 000       |
| II.      | 12 000      |
| III.     | 14 000      |
| IV.      | 17 000      |
| V.       | 18 000      |
| VI.      | 20 000      |
| X.       | 26 000      |

[...] két gyermekújságra is előfizettek. Az Én Újságom és a Zászlónkra. Ezt az utóbbit kisdiák koromban izgatottan vártam és nagy élvezettel olvastam; úgy látszik, ügyesen szerkesztették, mert mindig mondott valamit, ami a fiúkat érdekelte. Áttetsző szándék nélkül, hangsúlyozott nevelő jelleg nélkül, szórakoztatott és oktatott.
1947-1990 között a lap nem működhetett, mivel a Regnum Marianum közösséggel együtt betiltották. A rendszerváltás után a magyar katolikus egyház segítségével indult újra.